# Heather Locklear
Heather Deen Locklear (Westwood, California, 25 de septiembre de 1961) es una actriz estadounidense, principalmente de series, películas y televisión.
Es conocida principalmente por sus actuaciones como la oficial Stacy Sheridan, joven compañera del personaje de William Shatner e hija del personaje de Richard Herd, en el exitoso drama criminal de 1980 T. J. Hooker; como la nada angelical sobrina de John Forsythe y Linda Evans, Sammy Jo Carrington, en la popular serie Dinastía (papel que realizó desde 1981 hasta su final en 1989); como la chica malvada, Amanda Woodward, en la popular serie Melrose Place (desde 1993 hasta el fin de la serie en 1999); como Caitlin Moore en Spin City (desde 1999 hasta el fin de la serie en 2002); en un episodio de Two and a Half Men («No Sniffing, No Wowing») en el cual interpreta a la abogada de Alan Harper; y en la serie Scrubs como Julie Keaton, como amante del Dr. Cox.

## Vida personal

### Relaciones

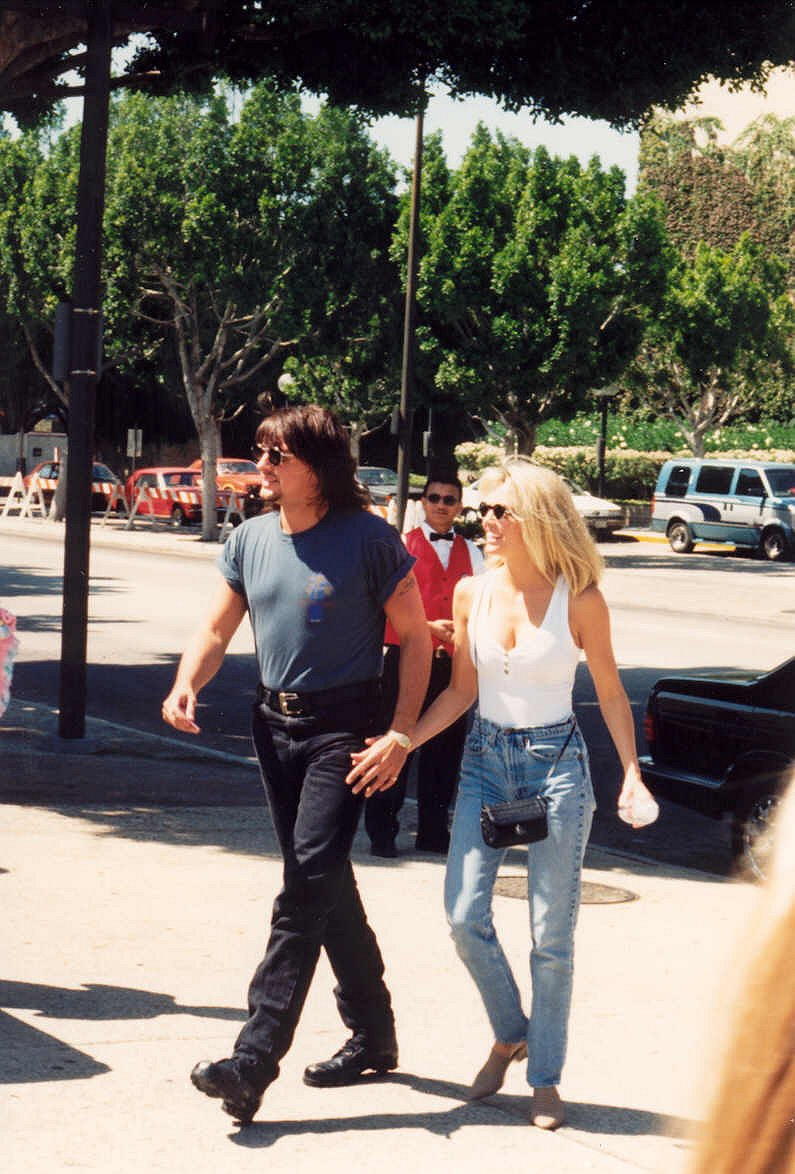
Locklear con Richie Sambora en 1994.

Locklear estuvo casada con el baterista de Mötley Crüe Tommy Lee desde el 10 de mayo de 1986 hasta 1993. Después de su divorcio, se casó con el guitarrista de Bon Jovi, Richie Sambora, el 17 de diciembre de 1994, en París. Dio a luz a su única hija, Ava Elizabeth Sambora, el 4 de octubre de 1997. A partir de 2010, Ava es modelo y actriz. Locklear solicitó el divorcio de Sambora en febrero de 2006. Al mes siguiente, Sambora solicitó la custodia compartida de su hija y el cumplimiento del acuerdo prenupcial. Su divorcio finalizó en abril de 2007, después de 13 años de casados. Ese mismo mes, Locklear comenzó una relación con su excompañero de Melrose Place Jack Wagner. En agosto de 2011, Locklear y Wagner anunciaron su compromiso. La pareja canceló su compromiso en noviembre de ese año.

## Filmografía

### Cine
| Año  | Título                                | Rol                              | Notas                              |
| ---- | ------------------------------------- | -------------------------------- | ---------------------------------- |
| 1981 | The Return of the Beverly Hillbillies | Catherine                        | Rol de apoyo                       |
| 1984 | Firestarter                           | Victoria 'Vicky' Tomlinson McGee | Rol de apoyo                       |
| 1989 | The Return of Swamp Thing             | Abby Arcane                      | Rol principal                      |
| 1991 | The Big Slice                         | Tanya                            | Rol de apoyo                       |
| 1993 | Wayne's World 2                       | Ella misma                       | Cameo                              |
| 1996 | The First Wives Club                  | Sharon                           | Rol de apoyo                       |
| 1997 | Double Tap                            | Kat Shaw                         | Rol principal                      |
| 2000 | Money Talks                           | Grace Cipriani                   | Rol principal                      |
| 2003 | Looney Tunes: Back in Action          | Dusty Tails                      | Rol de apoyo                       |
| 2004 | Uptown Girls                          | Roma                             | Rol de apoyo                       |
| 2005 | The Perfect Man                       | Jean Hamilton                    | Rol principal, junto a Hilary Duff |
| 2006 | Mr. Washboard Stomach                 | Sabrina Townsend                 | Rol principal                      |
| 2007 | Sydney White                          | Cassie                           | Rol de apoyo                       |
| 2007 | Angels Fall                           | Reece                            | Rol principal                      |
| 2009 | Flying By                             | Pamela                           | Rol principal                      |
| 2013 | Scary Movie 5                         | Barbara                          | Rol de apoyo                       |

### Televisión
- Tales of the Unexpected (1979)
- CHiPs (1980)
- 240-Robert (1981)
- Eight Is Enough (1981)
- The Return of the Beverly Hillbillies (1981)
- Twirl (1981)
- Dynasty (1981-1989)
- Matt Houston (1982)
- La isla de la fantasía (1982)
- T. J. Hooker (1982-1986)
- Hotel (1983)
- The Love Boat (1983)
- City Killer (1984)
- Rock 'n' Roll Mom (1988)
- Jury Duty: The Comedy (1990)
- Rich Men, Single Women (1990)
- Going Places (1990-1991)
- Her Wicked Ways (1991)
- Dynasty: The Reunion (1991)
- Illusions (1992)
- Batman: The Animated Series (1992)
- Highway Heartbreaker (1992)
- Melrose Place (1993-1999)
- Body Language (1992)
- Fade to Black (1993)
- Texas Justice (1995)
- Shattered Mind (1996)
- Money Talks (1997)
- Spin City (1999-2002)
- Ally McBeal (2002)
- Scrubs (2002)
- Once Around the Park (2003)
- Two and a Half Men (2004)
- LAX (2004-2005)
- Boston Legal (2005)
- The Perfect Man (2005)
- Rules of Engagement (2007)
- Hannah Montana (2007)
- Nora Roberts' Angels Fall (2007)
- See Jayne Run (2008)
- Flirting with Forty (2008)
- Flying By (2009)
- Melrose Place (2009)
- He Loves Me (2011)
- Hot in Cleveland (2012-2013)
- Franklin & Bash (2013)
- The Game of Love (2016)
- Too Close to Home (2016-2017)
- Fresh Off the Boat (2017)